# Відчуття рівноваги (еквілібріоцепція)

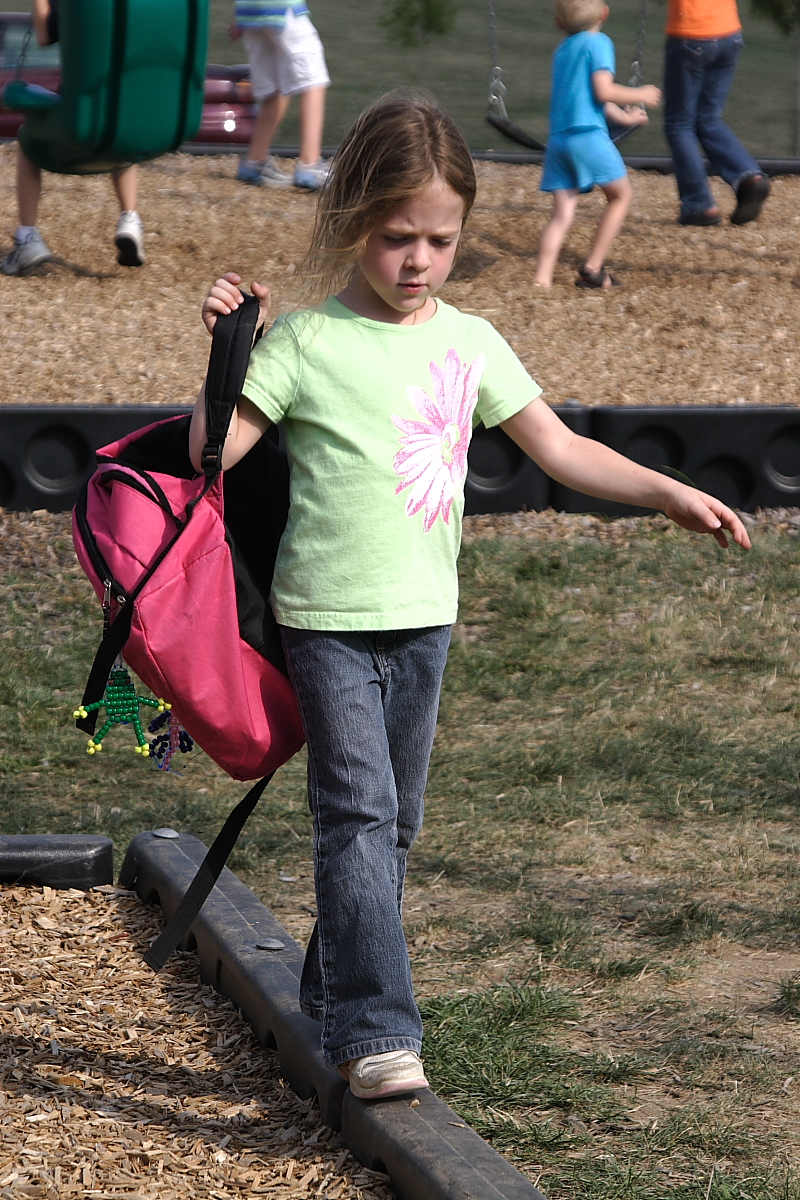
Маленька дівчинка йде, балансуючи, по колоді.

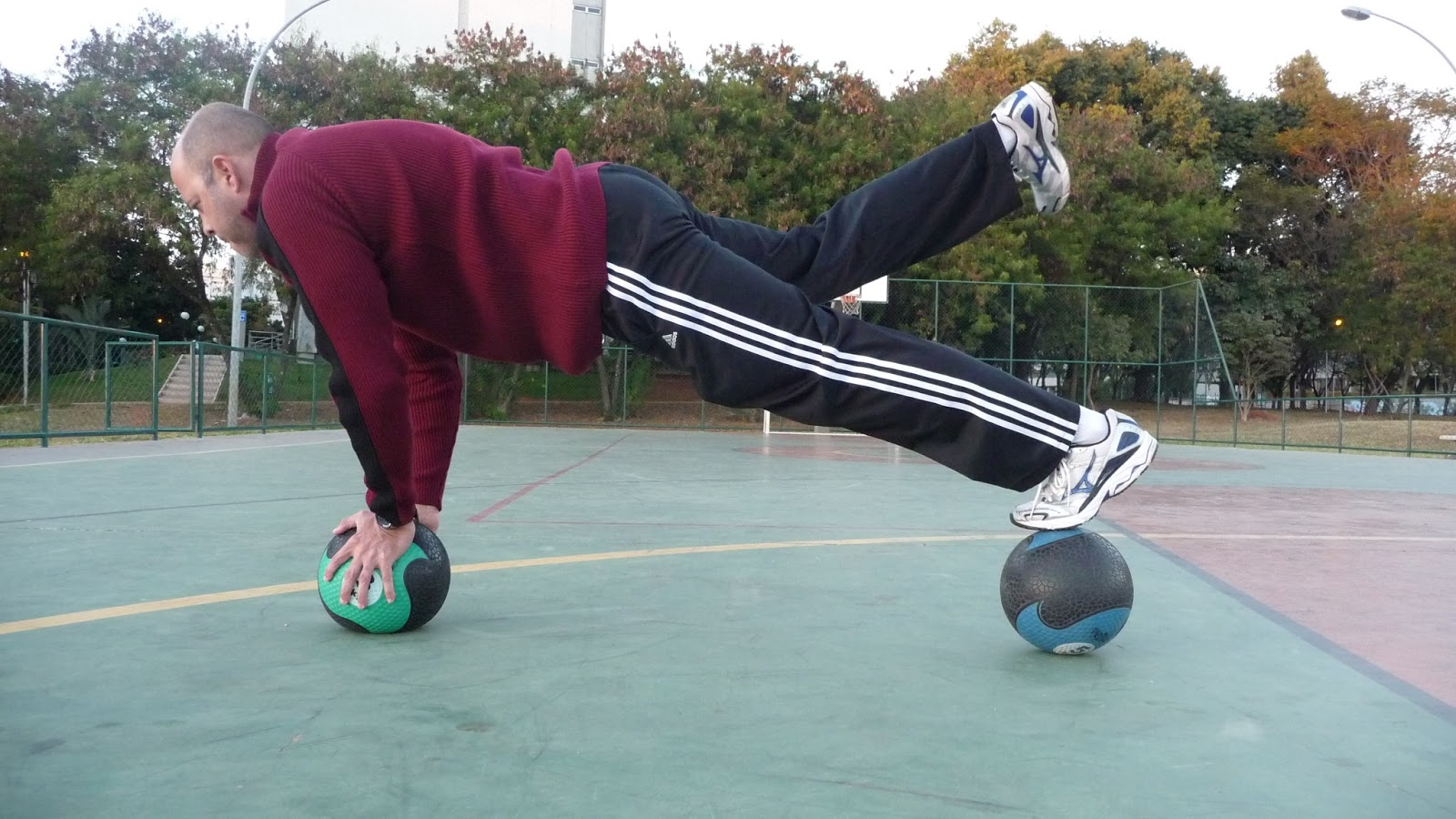
Тренування рівноваги

Відчуття рівноваги або еквілібріоцепція — це сприйняття рівноваги та просторової орієнтації.  Це одне із фізіологічних відчуттів, яке визначає орієнтацію тіла відносно сили тяжіння, щоб можна було підтримувати вигідне положення тіла. Відчуття рівноваги, присутнє у людей і тварин. Це дозволяє людям і тваринам ходити без падінь. Деякі тварини вміють це краще, ніж люди, — наприклад, коти, які можуть ходити по дуже тонкій огорожі, використовуючи внутрішні вуха та хвіст для рівноваги. Тварини оцінюють і реагують на рівноважні переміщення, коли тіло перебуває в рівновазі щодо гравітації, прискорення та інших сил, які впливають на його положення та рух. Медузи повертаються у вертикальне положення, якщо хвилі перевернуть їх догори дном, завдяки спеціальним органам статоцистам. Перші органи рівноваги виникли у риб, амфібій, рептилій і мали мало або зовсім не були пов'язані зі слухом.

## Різні частини відчуття рівноваги
Те, що гравітація важлива, можна зрозуміти, якщо ви перевірите своє відчуття рівноваги в умовах типу «космічного простору». Тоді наше балансуюче тіло не може визначити, що вгорі, а що внизу. Запаморочення, дезорієнтація та нудота виникають, коли порушується відчуття рівноваги, а в фізіології ми говоримо про галюцинації. На баланс може вплинути хвороба Меньєра — хвороба внутрішнього вуха невідомої етіології, інфекцією внутрішнього вуха, сильним ринітом, дефіцитом кісткової тканини у верхній дузі та багатьма іншими захворюваннями. На нього також можуть тимчасово впливати швидкі та енергійні рухи; наприклад, від катання на каруселі.
Пілоти винищувачів особливо схильні до сильних порушень рівноваги. Більшість астронавтів відчувають, що їхнє відчуття рівноваги погіршилося під час перебування на орбіті, оскільки вони постійно перебувають у вільному падінні. Це викликає таку форму заколисування, яка називається космічною хворобою. 
Почуття рівноваги також пов'язане з відчуттям в суглобах, навіть у темряві відомо, в якому положенні знаходиться нога чи рука, а рівновага включає багато вивчених функцій. Ми знаємо, що дерева вертикальні, а горизонт горизонтальний.

### Еквілібріоцепція
Почуття рівноваги складається з трьох частин: органу руху (дуги внутрішнього вуха), кохлеарного органу внутрішнього вуха та, наприклад, рецепторів у м'язах, які формують відчуття положення. Вестибулярна система, що складається з лабіринту внутрішнього вуха, сприймає прискорення голови та зв'язок із земним тяжінням. Орган складається з двох  перетинчастих мішечків і трьох дужок (розміщених у трьох різних площинах: горизонтальній, верхній і задній), які містять рідину (ендолімфу) у перетинчастому лабіринті кісткового лабіринту — складному наборі труб у внутрішньому вусі. Коли ми рухаємо головою, рідина в дугах рухається і подразнює нервові клітини, які повідомляють мозку про різні рухи та положення голови. Орган руху сприймає кутові прискорення, орган слуху — прямолінійні прискорення, а орган відчуття положення повідомляє про положення різних частин тіла відносно одна одної.

### Зір
Зрячі люди помічають, що у них відразу виникають труднощі з рівновагою, якщо вони прикривають очі. Це стосується багатьох людей похилого віку, які втрачають зір з віком. Сліпонароджена людина може компенсувати недолік зовсім по-іншому. Тому важливо тренувати в людей похилого віку рівновагу, щоб здатність до рівноваги не погіршувалася разом із погіршенням зору. Наскільки зір важливий для збереження рівноваги, можна перевірити, ставши на одну ногу й заплющивши очі.

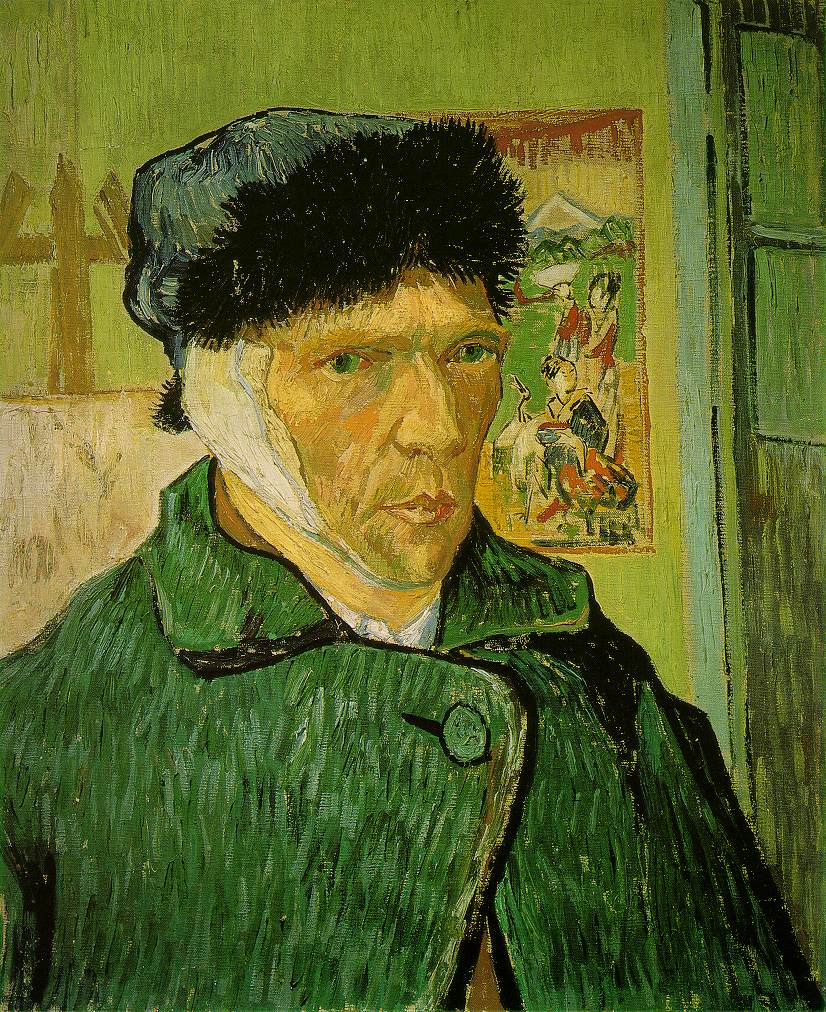
Можливо, Ван Гог страждав від хвороби Меньєра

### Пропріоцепція
У м'язах тіла є пропріорецептори, які реєструють, наскільки напружені м'язи, що також дає картину положення м'язів, щоб ви отримали просторове сприйняття того, як, наприклад, руки та ноги розташовані в просторі.

### Тактильні відчуття
Тиск на шкіру також допомагає підтримувати баланс. Якщо ви встаєте, тиск на передню частину стопи означає, що ви збираєтеся впасти вперед, що можна компенсувати, нахилившись назад.

## Тренування відчуття рівноваги
Відчуття рівноваги можна тренувати, виконуючи різні вправи на баланс. У догляді за людьми похилого віку люди прийшли до розуміння того, що тренування рівноваги протидіє ситуаціям, коли розтягнення, переломи стегнової кістки та інші серйозні травми можуть стати результатом відсутності рівноваги.